# Michael Silberbauer
Michael Kappelgaard Silberbauer (Støvring, 1981. július 7. –) dán válogatott labdarúgó, jelenleg a BSC Young Boys játékosa.

## Pályafutása

### Klubcsapatban
A Stövring IF csapatánál kezdte pályafutását, később játszott az Aalborg BK, az FC København, az FC Utrecht csapatában és a BSC Young Boys-ban játszik jelenleg.

### A válogatottban
24 mérkőzésen egy gólt szerzett a válogatottban.